# Treat or Goblins
「Treat or Goblins」（トリート・オア・ゴブリンズ）は、林原めぐみの30枚目のシングル。2002年4月24日にスターチャイルドから発売された（KICM-3030）。

## 概要
- 前作「Northern lights」からわずか1ヶ月と言う短いインターバルでリリースされた。
- CS放送のキッズステーション及びUHF各局にて放送されていたテレビアニメ『アベノ橋魔法☆商店街』のテーマソングである。ただし、同作品で林原は声の出演をしていない。
- カップリングの「あなたの心に」は、元歌手で元参議院議員の中山千夏の同名曲のカバーである。

## 収録曲
1. Treat or Goblins [3:48]
作詞：李醒獅、English Words by Mamie D. Lee、作曲・編曲：鷺巣詩郎
  - テレビアニメ『アベノ橋魔法☆商店街』オープニングテーマ
2. あなたの心に [3:15]
作詞：中山千夏、作曲：都倉俊一、再現：鷺巣詩郎
  - テレビアニメ『アベノ橋魔法☆商店街』エンディングテーマ
3. あなたの心に（HipDooWopHop Mix） [4:48]
作詞：中山千夏、作曲：都倉俊一、編曲：鷺巣詩郎
4. Treat or Goblins （OFF Vocal Version） [3:49]
5. あなたの心に （OFF Vocal Version） [3:14]

## 収録アルバム
| 曲名             | 収録アルバム                                                           | 発売日        | 規格品番        | 備考                |
| ---------------- | ---------------------------------------------------------------------- | ------------- | --------------- | ------------------- |
| Treat or Goblins | 『アベノ橋魔法☆商店街 オリジナルサウンドトラック アベノ橋魔法☆音楽館』 | 2002年5月22日 | KICA-574        | TV SIZEとして収録。 |
| Treat or Goblins | 『center color』                                                       | 2004年1月7日  | KICS-1070       |                     |
| Treat or Goblins | 『アニソン録 プラス。』                                                | 2018年8月29日 | KICA-2529〜2532 |                     |
| あなたの心に     | 『アベノ橋魔法☆商店街 オリジナルサウンドトラック アベノ橋魔法☆音楽館』 | 2002年5月22日 | KICA-574        | TV SIZEとして収録。 |
| あなたの心に     | 『center color』                                                       | 2004年1月7日  | KICS-1070       |                     |